# هام سانغ-ميونغ
هام سانغ-ميونغ (مواليد 10 نوفمبر 1995) هو ملاكم كوري جنوبي، مثّل بلاده في الألعاب الأولمبية الصيفية 2016.

## روابط خارجية
هام سانغ-ميونغ على موقع بوكس ريك (الإنجليزية) (registration required)
- هام سانغ-ميونغ على موقع اللجنة الأولمبية الدولية (الإنجليزية)
- هام سانغ-ميونغ على موقع أوليمبيديا (الإنجليزية)